# Torneo Intervelódromos
El Torneo Intervelódromos (o Torneo Nacional Intervelódromos, desde 1965) fue una competición de ciclismo en pista que se celebró anualmente en España de 1960 a 1973, primero a escala regional (1960-64) y luego nacional (1965-73). 

## Funcionamiento
Consistía en una competición entre equipos ciclistas adscritos a diferentes pistas de la geografía española disputada en formato de liga, a doble vuelta y todos contra todos, un patrón de competición que no cambiaría a lo largo de los años. Estaba dirigida a ciclistas aficionados de cara a fomentar la práctica del ciclismo en pista, entonces en crisis y en pleno declive ante el ciclismo de carretera o en ruta. Tuvo sus orígenes en Cataluña y luego el formato se amplió a toda España.

## Historia

### Torneo catalán (1960-1963)
El primer torneo surgió en Cataluña, organizado por la Federación Catalana de Ciclismo, y por tanto únicamente participaron velódromos del Principado.
La primera edición se disputó del 17 de julio al 18 de septiembre de 1960 con seis pistas: Velódromo Mostajo (Barcelona), Igualada, Lérida, Mataró, Tortosa y El Vendrell. Se impuso el equipo de Mataró.
La segunda edición se disputó del 10 de junio al 17 de septiembre de 1961 con siete velódromos, los de la pasada edición más la pista de Villafranca. En esta ocasión se impuso el equipo de Tortosa, seguido de El Vendrell.
La tercera edición tuvo lugar del 15 de julio al 13 de octubre de 1962 con seis participantes: Velódromo Mostajo (Barcelona), Lérida, Mataró, Tortosa, El Vendrell y Villafranca. Es decir, los mismos de la temporada pasada menos Igualada. Se impuso el equipo de Lérida.
La cuarta y última edición de esta etapa se corrió del 20 de julio a octubre de 1963. Solo hubo cinco participantes: los mismos del año pasado menos la pista de Villafranca. Además, El Vendrell se retiró a mitad del torneo. No se sabe quién fue el campeón y es posible que el torneo no finalizase.

### Torneo mallorquín (1964)
El torneo se implantó en Mallorca en 1964, sin relación alguna con la competición catalana ni con la organizada posteriormente. Se disputó de enero a marzo, a modo de pretemporada y previo al calendario oficial. Participaron cuatro pistas de la isla: Campos, Tirador (Palma), Ca n'Escarrinxo (Pollensa) y Villafranca. Se impuso el equipo de Palma.

### Torneo nacional (1965-1973)
En 1965 la Federación Española de Ciclismo acordó implantar el torneo a nivel nacional para fomentar el ciclismo en pista y poner a punto a los ciclistas de cara al Campeonato Mundial de Ciclismo en Pista de 1965 que iba a celebrarse en el Velódromo de Anoeta (San Sebastián). Desde entonces adoptó el nombre de Torneo Nacional Intervelódromos. 
Se recuperó puntualmente el Torneo Intervelódromos en Cataluña como fase regional y previo al torneo nacional. Se disputó del 11 de abril al 11 de mayo de 1965 con cuatro pistas: Barcelona-Mataró (Velódromo de Mataró), Igualada, Lérida y Tortosa. Se impuso Tortosa y todas las pistas disputaron la fase nacional, menos la colista Igualada.
La primera edición nacional se celebró del 26 de junio al 26 de septiembre de 1965 con cinco participantes: Baleares (Velódromo de Tirador), Lérida, Madrid (Palacio de los Deportes), Mataró y Tortosa. Se impuso el equipo de Baleares. A pesar de ello la pista del equipo campeón tuvo sus gradas casi vacías durante la competición, señal de que el torneo no conseguía despertar el interés del público.
La segunda edición se disputó hasta septiembre de 1966 con seis pistas: Igualada, Lérida, Mataró, San Sebastián (Velódromo de Anoeta), Tomelloso y Tortosa. Se impuso el equipo de Mataró. El Campeonato Mundial de Ciclismo en Pista de 1965 fue un éxito deportivo y debería haber dado un empuje a la competición; pero esto no se vio reflejado en el torneo, que fue cancelado después de dos ediciones y no se reemprendió hasta 1970.
En 1970 la Federación Española reinstauró el torneo con el mismo formato de competición, es decir, de liga a doble vuelta. Esta tercera edición se disputó del 5 de julio al 20 de septiembre con seis participantes: Baleares (Velódromo de Tirador), Igualada, Lérida, Madrid, Mataró y Tortosa. Se impuso el equipo de Igualada. A pesar de los esfuerzos federativos la competición no acababa de cuajar; el público era escaso y las noticias en prensa muy escasas, hasta el punto de no aparecer la clasificación final ni menciones al equipo campeón.
La cuarta edición se corrió del 18 de abril al 21 de julio de 1971 con ocho participantes: Igualada, Lérida, Madrid, Mataró, Palma (Velódromo de Tirador y Villafranca), Santa María, El Tiemblo y Tortosa. El equipo de Igualada repitió el triunfo de la edición pasada. A pesar del incremento de participantes la prensa apenas mencionaba su desarrollo, síntoma del escaso interés que suscitaba.
De 7 de julio al 12 de agosto de 1973 se disputó una última edición en la que solo participaron cuatro pistas: Lérida, Mataró, Tortosa y Vilaseca. Como todos los participantes fueron catalanes pudo ser una última edición del torneo nacional o una reedición del torneo de ámbito catalán, parecido al organizado en los años 60. Se impuso Mataró.
Después del torneo de 1973 la competición amateur desapareció. Posteriormente este formato de competición se ha retomado en multitud de ocasiones con el mismo nombre, a escala regional y para categorías de ciclismo de base.

## Palmarés
| Edición     | Ámbito        | Equipos       | Campeón       |
| ----------- | ------------- | ------------- | ------------- |
| 1960        | Cataluña      | 6             | Mataró        |
| 1961        | Cataluña      | 7             | Tortosa       |
| 1962        | Cataluña      | 6             | Lérida        |
| 1963        | Cataluña      | 5             | Sin datos     |
| 1964        | Mallorca      | 4             | Palma         |
| 1965        | Cataluña      | 4             | Tortosa       |
| 1965        | España        | 5             | Baleares      |
| 1966        | España        | 6             | Mataró        |
| 1967 – 1969 | No se disputó | No se disputó | No se disputó |
| 1970        | España        | 6             | Igualada      |
| 1971        | España        | 8             | Igualada      |
| 1972        | No se disputó | No se disputó | No se disputó |
| 1973        | España (?)    | 4             | Mataró        |